# Justizministerium der Vereinigten Staaten

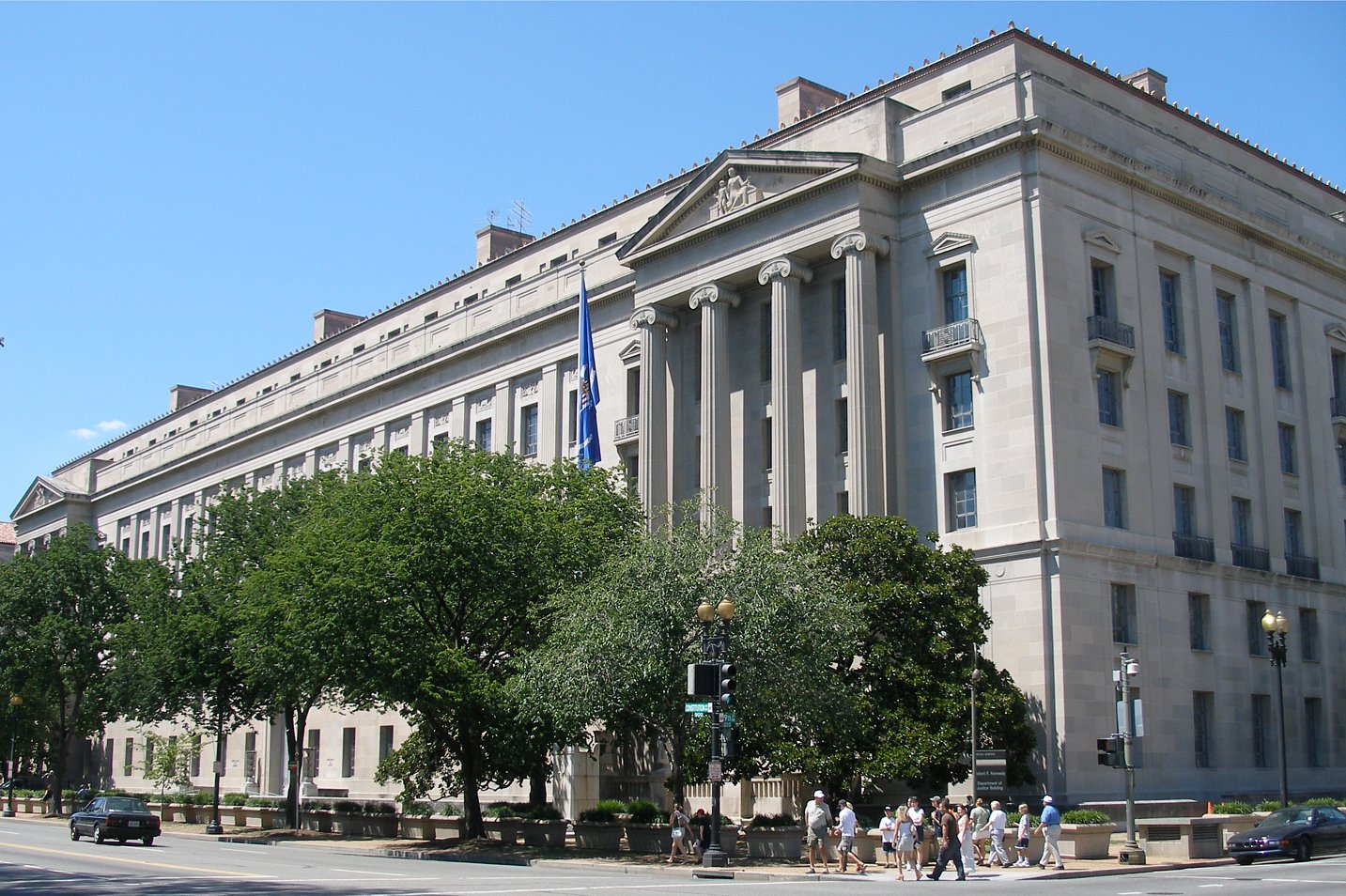
Das Robert F. Kennedy Building des Justizministeriums in Washington (2006)

Das Justizministerium der Vereinigten Staaten (englisch United States Department of Justice, DOJ) ist ein Bundesministerium der Vereinigten Staaten, dessen Hauptaufgaben Rechtspflege und Strafverfolgung sind. Dem Justizministerium steht der United States Attorney General vor.

## Geschichte
Ursprünglich wurde das Amt des Attorney General von einer einzelnen Person ausgeübt. Bis 1819 beriet der Attorney General sowohl den Präsidenten als auch den Kongress. Als der Arbeitsaufwand zunahm, wurden viele seiner originären Funktionen auf andere Beamte übertragen.
Der Rechtsausschuss des Repräsentantenhauses untersuchte 1867 die Schaffung eines Ministeriums unter Führung des Attorney General und zusammengesetzt aus weiteren staatlich angestellten Anwälten. Der Ausschussvorsitzende William Lawrence stellte am 19. Februar 1868 einen Gesetzesentwurf für ein einzurichtendes Justizministeriums vor, verfolgte den Vorschlag aber wegen des gleichzeitig stattfindenden Amtsenthebungsverfahrens gegen US-Präsident Andrew Johnson nicht weiter.
Ein zweiter Entwurf wurde vom Abgeordneten Rhode Islands, Thomas Jenckes, am 25. Februar 1870 vorgestellt. Nachdem beide Kammern des Kongresses zugestimmt hatten, unterschrieb Präsident Ulysses S. Grant das Gesetz am 22. Juni 1870. Das neue Ministerium nahm am 1. Juli 1870 die Arbeit auf. Das Gesetz änderte nur wenig an den Aufgaben des Attorney General, schuf aber mit dem Solicitor General ein neues Amt, das für die Vertretung der Vereinigten Staaten in den meisten Gerichtsfällen zuständig wurde.

## Gebäude
Das Gebäude des Justizministeriums wurde 1935 nach einem Entwurf von Milton Bennett Medary erbaut. Nach Medarys Tod 1929 wurde das Projekt von den anderen Partnern der Architektenfirma übernommen. Auf dem Gelände im Federal Triangle zwischen Constitution und Pennsylvania Avenue sowie Ninth und Tenth Street entstand ein Bauwerk mit einer Gesamtfläche von mehr als 92.000 Quadratmetern. Der Bildhauer Carl Paul Jennewein zeichnete für die Inneneinrichtung des gesamten Gebäudes verantwortlich. In Erinnerung an den ehemaligen Attorney General Robert F. Kennedy wurde das Bauwerk 2001 nach ihm benannt.

## Aufbau

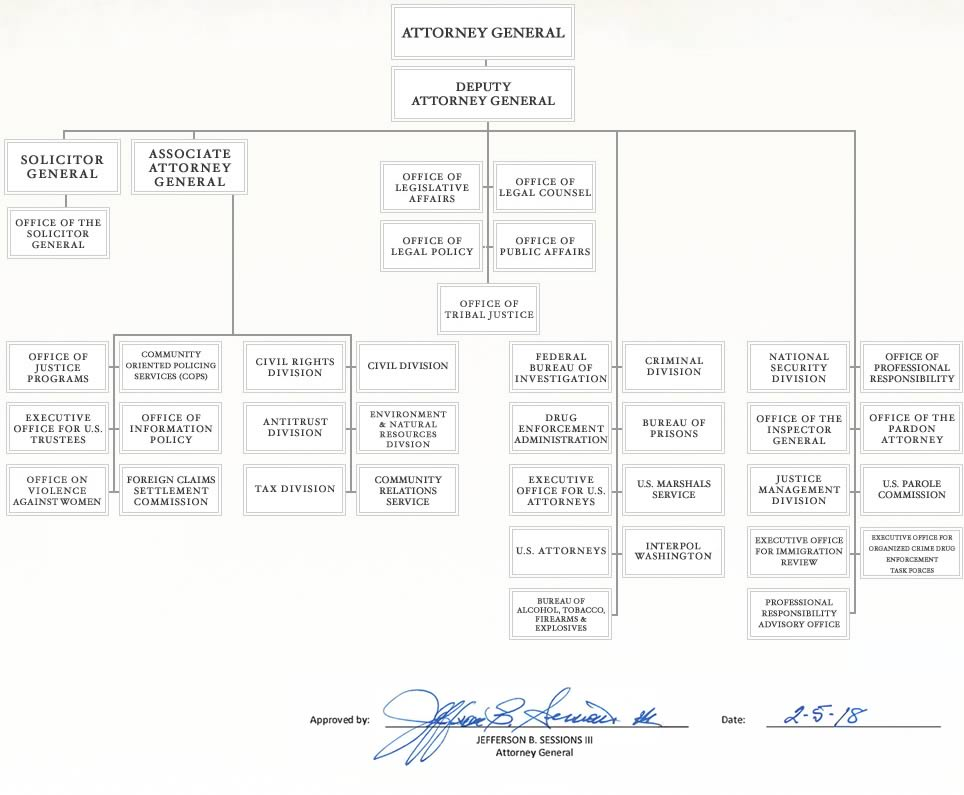
Organigramm des Justizministeriums (Stand: 2018)

### Führung
- Attorney General
- Deputy Attorney General
- Associate Attorney General
- Solicitor General

### Abteilungen
- Antitrust Division
- Civil Division
- Civil Rights Division
- Criminal Division
- Environment and Natural Resources Division (ENRD)
- Justice Management Division (JMD)
- National Security Division (NSD)
- Tax Division

### Strafverfolgung und -vollstreckung
- Bureau of Alcohol, Tobacco, Firearms and Explosives (ATF)
- Drug Enforcement Administration (DEA)
- Federal Bureau of Investigation (FBI)
- Federal Bureau of Prisons (BOP)
  - National Institute of Corrections
- United States Marshals Service (USMS)

### Behörden
- Executive Office for Immigration Review (EOIR)
- Executive Office for U.S. Attorneys (EOUSA)
- Executive Office of the United States Trustee (EOUST)
- Office of Attorney Recruitment and Management
- Office of the Chief Information Officer
- Office of Dispute Resolution
- Office of the Federal Detention Trustee
- Office of Information and Privacy
- Office of the Inspector General (OIG)
- Office of Intelligence Policy and Review (OIPR)
- Office of Intergovernmental and Public Liaison
- Office of Justice Programs (OJP)
  - Bureau of Justice Assistance
  - Bureau of Justice Statistics
  - Community Capacity Development Office
  - National Criminal Justice Reference Service
  - National Institute of Justice
  - Office of Juvenile Justice and Delinquency Prevention
  - Office of the Police Corps
  - Office for Victims of Crime
- Office of Legal Counsel (OLC)
- Office of Legal Policy (OLP)
- Office of Legislative Affairs
- Office of the Ombudsperson
- Office of the Pardon Attorney
- Office of Professional Responsibility (OPR)
- Office of Public Affairs
- Office on Sexual Violence and Crimes against Children
- Office of Tribal Justice
- Office on Violence Against Women
- Professional Responsibility Advisory Office (PRAO)
- United States Attorneys Offices
- United States Trustees Offices
- Office of Community Oriented Policing Services (COPS)
- Community Relations Service

### Weitere Stellen
- Foreign Claims Settlement Commission of the United States
- INTERPOL, U.S. National Central Bureau
- National Drug Intelligence Center
- United States Parole Commission

Der United States Immigration and Naturalization Service (INS) wurde im März 2003 aufgelöst und seine Aufgaben an das neugeschaffene Ministerium für Innere Sicherheit übertragen. Das Executive Office for Immigration Review und das Board of Immigration Appeals blieben als Behörden zur Überprüfung von Behördenentscheidungen auf Basis des Einwanderungs- und Staatsbürgerrechts innerhalb des Justizministeriums bestehen.

## Politische Auswahl neuer Juristen
Im Juni 2008 wurde nach einem Bericht des Inspekteurs des US-Justizministeriums bekannt, dass das Ministerium seit 2002 „politische oder ideologische“ Faktoren bei der Auswahl ihrer neuen Juristen zugrunde gelegt hat. Neue Bewerber wurden demnach auf konservative oder liberale Sichtweisen überprüft und anschließend die konservativ ausgerichteten Bewerber „mit einem bedeutend höheren Anteil“ angestellt. Mitgliedschaften in liberalen Organisationen wie der American Constitution Society, Greenpeace oder dem Poverty and Race Research Action Council wurden dabei als besonders negativ eingestuft. Mit der bekannten konservativen Federalist Society verbundene Bewerber wurden besonders positiv eingestuft.
Die International Herald Tribune und die New York Times kommen gemeinsam zu dem Ergebnis:

„Es zeigte sich nun zum ersten Mal in einer amtlichen Untersuchung, dass viele Beschuldigungen von Kritikern bestätigt wurden, die dem Justizministerium vorgeworfen hatten, während der Regierung Bushs übermäßig politisiert worden zu sein.“